# Stockholm Marathon
Stockholm Marathon – szwedzko-niemiecki film kryminalny z 1994 roku w reżyserii Petera Keglevica, luźno oparty na ostatniej powieści z cyklu o Martinie Becku, zatytułowanej Terroryści (1975), którą napisali Maj Sjöwall i Per Wahlöö.
Tytułowa piosenka filmu, Marathon of Life, została skomponowana przez Ralfa Stemmanna i wykonana przez Thomasa Andersa, członka zespołu Modern Talking.
Film miał premierę 1 lipca 1994 roku w Szwecji.

## Obsada
- Gösta Ekman – Martin Beck
- Kjell Bergqvist – Lennart Kollberg
- Rolf Lassgård – Gunvald Larsson
- Niklas Hjulström – Benny Skacke
- Thomas Anders – Ypsilon